# Heliotropi (mineral)
L'heliotropi és una varietat de calcedònia, una barreja criptocristal·lina de quars i moganita polimòrfica monoclínica. Es tracta d'una calcedònia de color verd fosc o verd blavós amb taques o inclusions vermelles d'òxid de ferro o jaspi vermell. Algunes vegades les inclusions són grogues, en aquest cas el mineral rep el nom de plasma.
Les inclusions vermelles semblen taques de sang, és per això que en anglès el mineral rep el nom bloodstone. El nom d'heliotropi prové del grec ήλιος helios, sol, i τρέπειν trepein, girar, i deriva de diverses nocions antigues sobre la forma en la qual el mineral reflecteix la llum. Així va ser descrit, per exemple, per Plini. L'heliotropi apareix en un dels contes del Decameró de Giovanni Boccaccio.
La font primària d'aquest mineral és l'Índia, però també es troba al Brasil, República Popular de la Xina, Austràlia i els Estats Units, entre d'altres.